# Mormopterus acetabulosus
Mormopterus acetabulosus (Hermann, 1804) è un pipistrello della famiglia dei Molossidi endemico dell'isola di Mauritius.

## Descrizione

### Dimensioni
Pipistrello di piccole dimensioni, con la lunghezza totale tra 92 e 102 mm, la lunghezza dell'avambraccio tra 38 e 43 mm, la lunghezza della coda tra 43 e 50 mm, la lunghezza del piede tra 6 e 7 mm, la lunghezza delle orecchie tra 15 e 18 mm e un peso fino a 8,2 g.

### Aspetto
La pelliccia è corta. Il colore generale del corpo è marrone scuro, più chiaro sull'addome. La testa è appiattita. Il labbro superiore è ricoperto da oltre 7 pliche cutanee, alcune setole spatolate e diversi peli sottili. Le orecchie sono relativamente corte, erette, ben separate tra loro, triangolari e con un leggero incavo sul bordo posteriore appena sotto la punta. Il trago è piccolo, ma visibile dietro l'antitrago il quale è basso e poco distinto. Nei maschi sono presenti delle sacche golari. Le membrane alari sono marroni scure. I piedi sono molto grandi con le dita ricoperte di lunghi peli e di corte setole rigide. La coda è lunga, tozza e si estende per più della metà oltre l'uropatagio.

## Biologia

### Comportamento
Si rifugia nelle grotte

### Alimentazione
Si nutre di insetti.

## Distribuzione e habitat
Questa specie è conosciuta soltanto sull'isola di Mauritius. Un individuo appartenente a questa specie è stato catturato nel 1933 presso Durban, nel Sudafrica ma potrebbe trattarsi con molta probabilità di un esemplare trasportato involontariamente sul continente africano.
Vive nelle boscaglie, nei boschi ed aree agricole.

## Conservazione
La IUCN Red List, considerato l'areale limitato e il declino a causa del disturbo arrecato nei rifugi, classifica M.acetabulosus come specie vulnerabile (VU).